# Ván bài lật ngửa: Cơn hồng thủy và bản tango số 3
Ván bài lật ngửa: Cơn hồng thủy và bản tango số 3 (tiếng Anh: Cards on the Table: The Flood and the Tango No.3) là tập thứ tư trong loạt series Ván bài lật ngửa; phim dựa theo tiểu thuyết Giữa biển giáo rừng gươm của nhà văn Trần Bạch Đằng. Phim được chiếu ra mắt vào 1984.

## Nội dung
Luân phụ trách xúc tiến thành công cuộc đàm phán giữa Chính phủ Việt Nam Cộng Hòa với FULRO. Nguyễn Thành Luân - Thùy Dung trở thành vợ chồng và đến Huế ra mắt gia đình họ Ngô với vai trò là con nuôi của giám mục Ngô Đình Thục.
Tình hình chính trị xã hội rối loạn, Quân Giải phóng miền Nam Việt Nam tấn công một trận lớn vào Dầu Tiếng, Biệt động Sài Gòn gây nhiều vụ đánh bom giữa Sài Gòn, Trần Lệ Xuân gây rối loạn tại Quốc hội. Luân được Diệm-Nhu tin tưởng giao Tư lệnh cuộc hành quân Đại Hồng Thủy kiêm chỉ huy trưởng Tỉnh đoàn Bảo an Bình Dương toàn quyền hành động chấn chỉnh tình trạng tại địa phương này. Nha công dân vụ, tỉnh trưởng Bình Dương và toán cướp Phạm Văn Bờ với sự chống đỡ từ CIA đang tung hoành tại Bình Dương muốn thủ tiêu Luân để ngăn chặn kế hoạch của Luân.
Ngoài ra, Sở Liên lạc, Phủ Tổng thống Việt Nam Cộng hòa dưới sự yểm trợ của Hoa Kỳ thực hiện các kế hoạch tung biệt kích ra Bắc Việt Nam để do thám. Nếu biệt kích xâm nhập thành công sẽ phản hồi về Nam Việt Nam bằng một bản tango. Bản tango số 1 và Bản tango số 2 đã thất bại. Trong kế hoạch Bản tango số 3, Luân cài Lực, tài xế riêng và cũng là một di cư từ Nam Định vào đã được Luân cảm hóa và trở thành một đồng minh. Tình hình Luân và Thùy Dung mất liên lạc để nhận chỉ đạo từ chỉ huy với mật danh A07 (từ Bộ Nội vụ Việt Nam Dân chủ Cộng hòa), Lực khi nhảy ra Bắc sẽ liên lạc với giải trình mối liên hệ với Luân và Thùy Dung cho Bộ Nội vụ Việt Nam Dân chủ Cộng hòa nắm rõ.
Tại Bình Dương, toán cướp Phạm Văn Bờ dưới sự bao che của Đồn Bảo an Bình Thạnh tấn công, cướp phá, giết dân khiến dư luận phẫn nộ. Luân cho giải thể Đồn Bảo an Bình Thạnh, bắt giam đồn trưởng và truy tìm kẻ đứng đằng sau. Trung tá Hoàng Đình Duyệt (chỉ huy Nha Công dân vụ) và đại tá Trần Vĩnh Đắt (nguyên tổng giám đốc Cảnh sát Quốc gia Việt Nam Cộng hòa) có liên quan đến ra yêu sách về vụ đồn Bình Thạnh nhưng bất thành.
Trong chuyến công tác của Thùy Dung ở Đà Lạt, Hoàng Đình Duyệt cho toán cướp Phạm Văn Bờ bắt cóc Thùy Dung với mục đích buộc Luân phải nhượng bộ.
Với sự hỗ trợ của Bảy Cầu Muối (một cựu sỹ quan, bây giờ là một đại ca giang hồ) đã tìm ra nơi toán cướp giam giữ Thùy Dung. Luân cùng lực lượng Tỉnh đoàn Bảo an Bình Dương bao vây, tấn công và giải cứu thành công Thùy Dung dù Luân bị thương do trúng đạn.
Lúc Luân nằm viện dưỡng thương, nhận được tin Luân đã được thăng cấp lên trung tá. Bản tango số 3 đã được gửi qua điện đài vào Nam. Nghĩa là kế hoạch đưa Lực liên lạc với Bộ Nội vụ Việt Nam Dân chủ Cộng hòa đã thành công.

## Diễn viên
- Nguyễn Chánh Tín - Robert Nguyễn Thành Luân
- Thanh Lan - Thùy Dung
- Lâm Bình Chi - Ngô Đình Nhu
- Thu Hồng - Trần Lệ Xuân
- Đỗ Văn Nghiêm - Giám mục Ngô Đình Thục
- Phan Hiền Khánh - Bảy Cầu Muối
- Jan vô danh - Kiên (gã đầu bạc)
- Chế Tâm – James Casey